# John Tate
John Tate (13. března 1925 Minneapolis, Minnesota – 16. října 2019) byl americký matematik pracující v oboru algebraické teorie čísel a algebraické geometrie. Získal Wolfovu cenu za roky 2002/2003 a v roce 2010 získal Abelovu cenu.
Nejprve vystudoval Harvardovu univerzitu, doktorát získal na Princetonské univerzitě v roce 1950 pod vedením Emila Artina. V letech 1954 až 1990 učil na Harvardově univerzitě, poté v letech 1990–2009 na Texaské univerzitě, později odešel do důchodu.